# 김민철 (뮤지컬 배우)
김민철(1985년 1월 17일 ~ )은 대한민국의 뮤지컬 배우다.

## 방송
- 더블 캐스팅 (2020) - Top24

## 공연
- 온에어 라이브 (2010)
- 우연히 행복해지다 (2011)
- 2012 대구국제뮤지컬페스티벌 - 날아라 박씨 (2012)
- 미스터 온조 (2013)
- KBS국악관현악단 가족음악회 (2013)
- 오필리어 (2014)
- 당신의 아름다운 시절 (2015)
- 둥지 (2016)
- 윤동주 탄생 100주년 기념 콘서트 (2017)
- 썸싱로튼 (2022)
- 서편제 (2022)
- 곤 투모로우 (2023)